# Akon
Aliaune Thiam (St. Louis, Missouri, 16. travnja 1973.) poznatiji kao Akon (izgovor /ˈeɪkɒn/), je američki R&B pjevač, tekstopisac i producent senegalskog podrijetla. Akon je osnivač dvije producentske kuće Konvict Muzik i Kon Live Distribution.

## Karijera
Svjetsku slavu postigao je 2004. godine pjesmom "Locked Up" s njegovog prvog albuma Trouble. Njegov drugi album Konvicted donio mu je nominaciju za nagradu Grammy za pjesmu "Smack That", nastalu u suradnji s reperom Eminemom.
Akon je izdao svoj treći album Freedom 2. prosinca 2008. godine s četiri singla: "Right Now (Na Na Na)", "I'm So Paid" (feat. Lil Wayne i Young Jeezy), "Beautiful" (feat. Kardinal Offishall i Colby O'Donis) i "We Don't Care". Album je dostigao zlatni status jer je prodan u više od 600.000 primjeraka.
Sredinom 2009. godine Akon je ostvario suradnju s francuskim DJ-em i producentom Davidom Guettom pjesmom "Sexy Bitch", svojom prvom house pjesmom. Pjesma je proglašena "ljetnom himnom" diljem svijeta, te je dosegnula broj jedan na ljstvicama u više od pet zemalja. Pjesma se nalazi na albumu Davida Guette, One Love.
Akon često pjeva refrene za druge izvođače te je trenutno akreditiran za više od 300 gostujućih nastupa i 40 pjesama s ljestvice Billboard Hot 100. On je prvi samostalni izvođač koji je ostvario podvig kojim je dvaput istodobno održavao prvo i drugo mjesto na ljestvici Billboard Hot 100. Poznat je kao jedan od najuspješnijih i najsvestranijih R&B pjevača 21. stoljeća te prema časopisu Forbes zarađuje preko 30 milijuna dolara godišnje.
Njegov četvrti studijski album Stadium izlazi 2013. godine. Prvi singl albuma je "Angel", koji je producirao David Guetta.

## Albumi
- 2004.: Trouble
- 2006.: Konvicted
- 2008.: Freedom
- 2019.: El Negreeto

## Turneje
- Dar-es-Salaam, Tanzanija (2006.)
- Konvicted Tour (srpanj – rujan 2007., te dodatni datumi u 2008. godini)
- The Sweet Escape Tour s Gwen Stefani (travanj – srpanj 2007.)
- Good Girl Gone Bad Tour s Rihannom (rujan – prosinac 2008.)
- Konvict Muzik Tour s T-Pain-om, Australija (26. – 27. kolovoza 2009.)

## Nagrade
Od dvanaest nominacija za prestižne nagrade dobio je samo jednu: American Music Award za omiljenog soul/R&B muškog izvođača 2007. godine.

## Vanjske poveznice
- Službena stranica
- Akon na YouTube-u
- Akon na Internet Movie Database-u